# 居素甫·玛玛依
居素甫·玛玛依（阿拉伯字母柯尔克孜文：جۉسۇپ ماماي，西里尔字母吉尔吉斯文：Жүсүп Мамай，1918年4月18日—2014年6月1日），另译玉素甫·玛玛依、朱素甫·玛玛依，男，柯尔克孜族，新疆阿合奇县人，中国玛纳斯奇（史诗《玛纳斯》演唱者），被认为是和他同时期的玛纳斯奇中惟一能演唱八部23万余行的《玛纳斯》史诗的大玛纳斯奇。《玛纳斯》现存版本是在居素甫·玛玛依录音的基础上发展而来。

## 生平

### 童年
居素甫·玛玛依的家庭世居在现在的新疆克孜勒苏柯尔克孜自治州阿合奇县哈拉布拉克乡麦尔开其村阿特加依洛牧场的赛克奥铁克牧点。居素甫·玛玛依的父亲玛玛依既是一名商人也是一名医生，在外出做生意或出诊的路途中，会收集各类文学书籍，尤其关注《玛纳斯》和其他柯尔克孜族民间文学的手抄本。玛玛依和妻子共孕育了27个孩子，其中大多夭折。1918年4月18日，居素甫·玛玛依作为家庭中第27个孩子来到了世界上。
二十世纪初，在卡克夏勒谷地生活的柯尔克孜人中开始流行传唱《玛纳斯》。当时涌现出了很多玛纳斯奇，比如朱素普阿洪·阿帕依、额不拉音·阿昆别克、萨恩拜·奥诺孜巴克以及居素普·玛玛依的兄长巴勒瓦依·玛玛依。巴勒瓦依·玛玛依出生于1896年，从小就读于经文学校，着迷于民间演唱活动，尤其是《玛纳斯》，他不仅学习演唱，还周游中亚各地，收集各种《玛纳斯》唱本和抄本以及各种演出资料。其中较为重要的包括朱素普阿洪·阿帕依演唱的《玛纳斯》史前三部曲《玛纳斯》、《赛麦台》和《赛依铁克》，额不拉音·阿昆别克的《玛纳斯》后五部《凯耐尼木》、《赛依特》、《阿斯勒巴恰与别克巴恰》、《索木碧勒克》和《奇格台》，还有特尼别克唱本、萨恩拜·奥诺孜巴克唱本及其他玛纳斯奇演唱的内容。
6岁时，居素普·玛玛依开始在有名望的学者家里学习《古兰经》等伊斯兰教经典和伊斯兰教戒律，与此同时，巴勒瓦依开始向居素普借阅他所收集来的书籍。这也使得居素普·玛玛依对《玛纳斯》有了初步的了解。随着阅读量的增加，居素普·玛玛依开始对《玛纳斯》里的故事开始着迷，甚至会很快的复述所自己读过的故事。哥哥巴勒瓦依也开始教育居素普需要注意的字词、音节音律、母题章节等《玛纳斯》的唱法以及讲解其中的谚语、谜语和格言。在被盛世才杀害前，巴勒瓦依·玛玛依将收集到的书籍、抄本和资料都交予了居素普·玛玛依，这也是现传于世的居素普·玛玛依版《玛纳斯》的最初来源。经过十几年的学习，不到20岁的居素普·玛玛依已经能够背诵巴勒瓦依·玛玛依所收集的八部《玛纳斯》史诗。

### 成为玛纳斯奇
居素普·玛玛依曾做过一个梦，史诗中的英雄先后来到了居素普·玛玛依面前。因为这个梦，居素普·玛玛依的父亲要求他40岁以前不能在公共场合演唱《玛纳斯》，40岁以后方能演唱。不过在居素普·玛玛依早在1939年时，就已经在家人面前表演过《玛纳斯》，1940年的在修建别迭里口岸公路的工地上，也曾为同事们演唱《玛纳斯》。修筑公路的工作后来停工，居素普·玛玛依返回了迈尔凯奇村。之后居素普·玛玛依从事过税务员和小学教员等职业，这段时间工作与生活也为居素普·玛玛依的演唱产生了影响。直到1958年，克孜勒苏州党委在阿合奇县召开牧业现场会，居素普·玛玛依在大会上一口气演唱了4天3夜。这也是他第一次在公众面前演唱《玛纳斯》，也开启了他作为玛纳斯奇的生涯。
1955年起，中国政府对少数民族语言文字的普查工作开始进行，期间调查小组收集了《玛纳斯》史诗的一些片段，其后开始了对《玛纳斯》的搜集、翻译、研究的工作。1960年，《天山》杂志社派往南疆进行组稿的刘发俊、阿不力米提·沙迪克等人在喀什市等地接触了一些玛纳斯奇，并且知晓了居素普·玛玛依的存在。1961年，由新疆维吾尔自治区文学艺术界联合会、新疆社会科学院少数民族文学研究所以及克孜勒苏柯尔克孜自治州人民政府、中央民族学院等单位联合组成的《玛纳斯》史诗普查搜集工作组正式成立。当时被打成右派的居素普·玛玛依不得不在半天的监督劳动后，再为调查组演唱《玛纳斯》。之后为了调查工作的顺利进行，调查组将居素普·玛玛依等20多名玛纳斯奇集中到阿图什市，并在那里进行记录和翻译工作。在六个月的时间里，居素普·玛玛依演唱了《玛纳斯》的前五部。1964年8月，新疆文联、中国民间文艺研究会等单位组织了第二次《玛纳斯》搜集调查工作。这次工作持续到了1965年1月，居素普·玛玛依和工作组在阿图什市不仅将前五部进行了扩充，并且完成了第六部的记录，这时所记录的《玛纳斯》史诗总行数达到了196,500行。1965年3月到1966年7月，居素普·玛玛依不仅作为顾问参与到《玛纳斯》的汉译工作中，还将《库尔曼别克》、《艾尔托什吐克》、《托勒托依》、《玛玛凯与绍波克》等其他史诗进行演唱。
文化大革命开始后，《玛纳斯》被视为宣传封建思想的“大毒草”，《玛纳斯》史诗的整理翻译工作被迫停止，之前工作的柯尔克孜文文稿和汉译文稿失散各地。而居素甫·玛玛依本人也被扣上了历史反革命、现行反革命、修正主义、流氓和坏分子的帽子。被定罪名为“大黑帮”的居素甫·玛玛依被关进了牛棚。文革结束后，负责《玛纳斯》搜集整理工作的胡振华又寻找到了居素甫·玛玛依，当时的居素甫·玛玛依衣衫褴褛，牙也被打掉。在胡振华的帮助下，居素甫·玛玛依前往北京市修补好了牙。1978年12月，第三次对居素普·玛玛依演唱的《玛纳斯》史诗的记录翻译工作在北京再次开始。因为之前的演出资料除了第二部30,000余行的《赛麦台》外大多丢失，居素普·玛玛依这次重新演唱了共计53,000余行的第一部《玛纳斯》以及近15,000行的第七部《索木碧莱克》和12000余行的《奇格台》。在录制期间，1979年居素普·玛玛依当选中国文联第四届委员和中国民间文艺研究会第三届理事。1979年底录制完成后，居素普·玛玛依返回新疆探亲。第二年年初，新疆召开了文学艺术界代表大会，居素普·玛玛依当选自治区文联副主席。居素普·玛玛依也从阿合奇县搬到了乌鲁木齐市。《玛纳斯》史诗的记录翻译工作也从北京转移到了乌鲁木齐，由居素普·玛玛依亲笔记录的22,000余行的第三部《赛依铁克》、近33,000行的第四部《凯耐尼木》、24,000行的第五部《赛依特》和近37,000行的《阿斯勒巴恰与别克巴恰》到1983年记录完成，至此共计232,000余行完整的八部《玛纳斯》史诗记录工作完毕，整理好的史诗于二十世纪80年代末到90年代初全部出版发行。另外，在二十世纪80年代到二十世纪末，居素甫·玛玛依一直担任新疆维吾尔自治区政协常委。

### 出访
居素甫·玛玛依分别在1989年、1992年和1995年三次应邀出访吉尔吉斯斯坦。1988年3月，居素甫·玛玛依收到钦吉兹·艾特马托夫邀请，准备前往还属于苏联加盟国的吉尔吉斯苏维埃社会主义共和国。然而出国手续耽误了一些行程，直到1989年6月1日，居素甫·玛玛依等人通过霍尔果斯口岸，前往吉尔吉斯苏维埃社会主义共和国。当时的吉尔吉斯苏维埃社会主义共和国作家协会书记处书记奥斯坎·达尼凯耶夫等人迎接了他。这次出访居素甫·玛玛依前往了萨恩拜·奥诺孜巴克生长的村子以及钦吉兹·艾特马托夫生长的村子；参观了博物馆；巧遇了《玛玛凯与绍波克》中主人公玛玛凯的后裔司德克别克·巧莫诺夫；观看了讲述玛纳斯奇萨雅克拜·卡拉拉耶夫的纪录片。1992年，成为独立国家后，由夏尔西别克·司的克为团长，居素甫·玛玛依为主的中国新疆文艺访问团出访了吉尔吉斯斯坦。居素甫·玛玛依等人在这次出访中收到了时任总统阿斯卡尔·阿卡耶夫邀请，参加了萨恩拜·奥诺孜巴克诞辰125周年的纪念活动。1995年，经联合国决议，将1995年定位《玛纳斯》史诗年，吉尔吉斯斯坦在8月底举办大型的纪念活动。居素甫·玛玛依作为中华人民共和国访问团的团员之一第三次出访吉尔吉斯斯坦。在这次出访中，居素甫·玛玛依先后参加了各类纪念活动和学术交流活动。

### 晚年生活
1997年到2011年，居素甫·玛玛依连续当选为新疆文联第六届和第七届名誉主席。2007年，居素甫·玛玛依成为第一批中华人民共和国国家级非物质文化遗产玛纳斯代表性传承人。2014年6月1日10时，居素甫·玛玛依在阿合奇县逝世，享年97岁。在居素甫·玛玛依的悼念活动中，时任新疆维吾尔自治区人民代表大会常务委员会副主任约尔古丽·加帕尔致悼词，超过5000名各界代表和政府官员前往送别居素甫·玛玛依。居素甫·玛玛依最终安葬在他出生之地，哈拉布拉克乡米尔凯奇村。

## 评价
在中国文学艺术工作者第四次代表大会上，民俗学家钟敬文称居素甫·玛玛为“当代的荷马，我们的国宝”。德国史诗研究学者卡尔·赖希尔（Karl Reichl）评价居素甫·玛玛依是“活着的荷马”。

## 奖项和荣誉
1997年1月，吉尔吉斯斯坦国会议员伊斯玛依洛夫受到从同阿卡耶夫委托，为居素甫·玛玛依授予了“吉尔吉斯共和国人民演员”称号。
2007年5月，时任吉尔吉斯斯坦总统库尔曼别克·巴基耶夫授予居素普·玛玛依一等玛纳斯勋章。
2011年，居素甫·玛玛依获得“中国民间文艺山花奖”艺术成就终身奖。
2014年，在居素甫·玛玛依去世前，吉尔吉斯斯坦时任总统阿尔马兹别克·阿坦巴耶夫授予居素甫·玛玛依吉尔吉斯共和国英雄奖章。
2014年6月，在居素甫·玛玛依去世后，中国非物质文化遗产保护中心将第三届“中华非物质文化遗产传承人薪传奖”颁给了居素甫·玛玛依。

## 纪念
2017年，由居素甫·玛玛依的曾孙吐尔干阿尔·吐尔孙纳尔·乌鲁·居素甫玛玛依杰金撰写的《我曾祖父居素甫·玛玛依语录》于比什凯克发行。
2018年，在乌鲁木齐市举办了中国文学艺术界联合会指导，中国民间文艺家协会、新疆维吾尔自治区文学艺术界联合会主办，新疆民间文艺家协会承办的“纪念居素普·玛玛依诞辰100周年座谈会”。
2018年6月，吉尔吉斯共和国国家信息与通讯技术委员会推出了以“吉尔吉斯共和国的英雄”居素普·玛玛依为主题的邮票。
2019年6月，居素普·玛玛依的半身像竖立在了位于比什凯克吉尔吉斯国家音乐厅前的广场上。
在居素甫·玛玛依的家乡哈拉布拉克乡，当地政府兴建了史诗《玛纳斯》陈列馆和演唱大厅，这些景点与居素甫·玛玛依旧居一起成为当地民俗文化旅游资源。

## 家庭
居素普·玛玛依在9岁时迎娶了自己的第一位妻子赛丽汗，后于1956年秋季离婚。居素普·玛玛依在1942年迎娶了自己第二位妻子阿依提布比。在与居素普·玛玛依比生活了60多年后，阿依提布比于2004年离世。居素普·玛玛依于第二年迎娶了自己新一任的妻子，阿斯勒·杜瓦那勒。居素普·玛玛依与赛丽汗的前7个孩子先后夭折，第8个孩子是玛买提奥木尔，后来成为阿合奇县的一名医生。他们的第9个孩子是吐尔逊阿勒。在与赛丽汗离婚后，居素普·玛玛依与阿依提布比收养了侄子的小女儿奴尔布比，奴尔布比后来成为新疆维吾尔自治区人大代表，并任哈拉布拉克乡党委副书记。二人后又收养一女，名为巴合提古丽。